# Onthophagus speculifer
Onthophagus speculifer är en skalbaggsart som beskrevs av Semyon Martynovich Solsky 1876. Onthophagus speculifer ingår i släktet Onthophagus och familjen bladhorningar. Inga underarter finns listade i Catalogue of Life.